# 行政的研究
《行政的研究》（英語：The Study of Administration）是伍德罗·威尔逊在1887年於政治學季刊中發表的一篇文章。它被認為是公共行政学領域的一篇基礎文章，马克斯·韦伯和弗雷德里克·温斯洛·泰勒也是該領域的創始人之一。